# Индонезийское китайское имя
Индонезийское китайское имя — имена, используемые проживающими в Индонезии лицами китайской национальности.

## До 1965 года
В период нидерландского колониального владычества большинство китайцев, приезжающих в Голландскую Ост-Индию, говорили на миньских языках. Чиновники записывали в документах их имена со слуха (с диалектного произношения) с использованием правил нидерландского языка. В результате, к примеру, китайская фамилия Линь (林) превратилась в «Liem», Чэнь (陳) — в «Tan», Хуан (黃) — в «Oei», У (吳) — в «Go», Го (郭) — в «Kwee», Ян (楊) — в «Njoo», и т. п. Кроме того, в связи с тем, что не существовало стандартной системы романизации миньских диалектов китайского языка, запись одной и той же фамилии латиницей могла различаться: к примеру, фамилия Го могла записываться не только как «Kwee», но также и как «Kwik», «Que» или «Kwek». Эта система записи китайских имён продолжала использоваться и после обретения Индонезией независимости, и до сих пор встречается среди эмигрантов в Европе и Америке.
Правительство Индонезии дважды изменяло официальную систему романизации китайских имён. В 1947 году сочетание «oe», пришедшее из нидерландского языка, было заменено на «u», в результате чего, к примеру, фамилия «Loe» превратилась в «Lu». В 1972 году пришедшее из нидерландского языка «j» было заменено на «y», в результате чего, к примеру, фамилия «Njoo» превратилась в «Nyoo».

## Период «Нового порядка»
Когда к власти в Индонезии пришёл президент Сухарто, то его кабинетом в 1966 году был издан закон, обязывающий проживающих в Индонезии лиц китайского происхождения изменить свои имена на индонезийский лад. Это было осуществлено различными способами.
Некоторые из проживающих в Индонезии китайцев взяли себе западные имена и яванские или сундские фамилии. При этом вполне могло оказаться, что два человека с одной и той же китайской фамилией, выбирая себе похожую по звучанию яванскую фамилию, выберут в итоге абсолютно разные, в результате чего фамилия «Линь» (林) в одном случае будет заменена на «Limanto», а в другом — на «Halim» (и там и там содержится слог «lim» — миньская запись фамилии «Линь»).
Другие просто переводили свои фамилии с китайского на яванский, в результате чего та же фамилия Линь переходила в «Wanandi» («линь» переводится с китайского как «лес», что на яванском будет «wana», «-ndi» — это суффикс мужского рода).
«Индонезизация» китайских имён путём добавления западных либо индонезийских префиксов или суффиксов привела к появлению такого количества экзотических вариантов, что индонезийцев китайского происхождения всё равно можно легко отличить по фамилиям.

## Период после 2000 года
После отставки Сухарто индонезийцам китайского происхождения было вновь разрешено пользоваться своими китайскими фамилиями. Некоторым из них этот вопрос был безразличен, и они оставили «индонезизированные» имена и фамилии. Другие вернулись к китайским именам, однако если одни из них использовали старые формы записи, то другие предпочли записывать китайские имена латиницей с помощью современной системы пиньинь.